# Івкова (гміна)
Гміна Івкова (пол. Gmina Iwkowa) — сільська гміна у південній Польщі. Належить до Бжеського повіту Малопольського воєводства.
Станом на 31 грудня 2011 у гміні проживало 6216 осіб.

## Площа
Згідно з даними за 2007 рік площа гміни становила 47.19 км², у тому числі:
- орні землі: 65.00%
- ліси: 27.00%

Таким чином, площа гміни становить 8.00% площі повіту.

## Населення
Станом на 31 грудня 2011:
| Опис     | Загалом | Загалом | Чоловіки | Чоловіки | Жінки | Жінки |
| -------- | ------- | ------- | -------- | -------- | ----- | ----- |
| одиниця  | осіб    | %       | осіб     | %        | осіб  | %     |
| все      | 6216    | 100     | 3077     | 49.50    | 3139  | 50.50 |
| міське   | 0       | 100     | 0        |          | 0     |       |
| сільське | 6216    | 100     | 3077     | 49.50    | 3139  | 50.50 |

## Сусідні гміни
Гміна Івкова межує з такими гмінами: Ліпниця-Мурована, Лососіна-Дольна, Ляскова, Чхув.